# Kultura kreswelsko-hamburska
Kultura kreswelsko-hamburska – nazwa tej kultury związana jest ze stanowiskami znajdującymi się w rejonie Creswell Grags oraz stanowiskami położonymi w rejonie Hamburga. Kultura ta rozwijała się do ok. 12 tys. lat temu. Zespół zjawisk kulturowych utożsamianych z tą jednostką kulturową obejmował swym zasięgiem obszary północnej części obecnych Niemiec (stanowisko Meiendorf) Holandii, Anglii (stanowisko jaskiniowe Gough's Gave) oraz tereny południowo-wschodniej Polski (Olbrachcice 8). 
Inwentarz kamienny w niniejszej kulturze reprezentowany jest przez ostrza z zadziorem zaś z kości wykonywano harpuny na które nanoszony był ornament geometryczny. Poświadczona jest także obecność „bereł” z przewierconym otworem. Inwentarz kamienny reprezentowany jest przez groty z zadziorem oraz przekłuwacze oraz krótkie drapacze. Gospodarka oparta była na polowaniach na stada reniferów. Obiekty mieszkalne przybierały formę lekkich namiotów mocowanych za pomocą kamieni, którymi obciążano niniejszą konstrukcję np. stanowisko Borneck. 